# Ernesto Cardenal
Ernesto Cardenal Martinez (ur. 20 stycznia 1925 w Granadzie, zm. 1 marca 2020 w Managua) – nikaraguański duchowny katolicki, poeta, w latach 1979–1987 minister kultury w rządzie Nikaragui. 

## Życiorys
Urodził się w bogatej rodzinie, mieszkającej w zachodniej Nikaragui. Był bratem Fernando Cardenala. W latach 1947–1949 studiował najpierw w Nikaragui, a następnie w latach 1949–1950 w Stanach Zjednoczonych. Po powrocie do kraju związał się z ruchem oporu wobec reżimu Anastasio Somozy Garcíi, wspieranego przez Stany Zjednoczone. W roku 1954 był uczestnikiem wymierzonej przeciw dyktaturze Somozy rewolucji kwietniowej, stłumionej przez rządzących.
W roku 1956, po latach obojętności religijnej, związał się z Kościołem katolickim oraz postanowił wstąpić do klasztoru trapistów Matki Bożej z Getsemani w stanie Kentucky (Stany Zjednoczone). Został tam uczniem zakonnika i poety Thomasa Mertona (1915–1968). W trzy lata później porzucił zakon i wyjechał na studia teologiczne do Cuernavaki w Meksyku, gdzie w 1965 przyjął święcenia kapłańskie.
Po powrocie do Nikaragui z grupą duchownych o podobnych poglądach założył wspólnotę zakonną w Solentiname na wyspie na jeziorze Nikaragua. Głosił w niej zasady niestosowania przemocy, propagowane przez Mertona. Na wyspie powstała również kolonia artystów prymitywistów. Na wyspie spędził 12 lat (1965–1977). Gdy władze wykryły, że ks. Cardenal należy do opozycyjnego Frontu Wyzwolenia Narodowego im. Sandino (FSLN) musiał uciekać. Udał się wówczas na Kubę, gdzie został ambasadorem opozycji sandinowskiej.
Był zwolennikiem teologii wyzwolenia oraz członkiem partii sandinistów, z której ostatecznie wystąpił. W latach 1979–1987 pełnił rolę ministra kultury w rządzie Nikaragui.

## Suspensa i rehabilitacja
4 marca 1983 podczas pielgrzymki do Nikaragui papież Jan Paweł II nie pozwolił Ernesto Cardenalowi pocałować pierścienia i skrytykował go za pełnienie funkcji ministra w lewicowym rządzie sandinistów. Rok później, 4 lutego 1984 Jan Paweł II nałożył na niego zakaz sprawowania funkcji wynikających z sakramentu święceń. Papież nakazał mu, aby „uregulował swe sprawy z Kościołem” co oznaczało, że chciał, aby Cardenal przestał pełnić funkcje polityczne.
Suspensę „a divinis” (zakaz sprawowania funkcji wynikających z sakramentu święceń) zdjął papież Franciszek. Wystosował list do Cardenala, który 17 lutego 2019 przekazał mu biskup pomocniczy archidiecezji Managua Silvio José Báez Ortega. Biskup przykląkł przy łóżku ciężko chorego Cardenala i poprosił go o błogosławieństwo „jako kapłana Kościoła katolickiego”.

## Dzieła
- Homenaje a los indios americanos (1969, W hołdzie dla Indian amerykańskich)
- El Canto nacional (1973, Pieśń narodu)
- Oracule sobre Managua (1973, Przepowiednia o Managui)
- Vida perdida (1999, Życie utracone)